# 超感性
《超感性》（英語："So Emotional"）是美國女歌手惠妮·休斯頓在1987年10月所發行的單曲，這首單曲獲得美國單曲榜一週冠軍，它也成為惠妮·休斯頓第6首美國冠軍單曲。

## 歌曲資料

### 收錄專輯
〈超感性〉是惠妮·休斯頓個人第二張錄音室專輯《惠妮》（英語：Whitney）推出的第三首單曲，前兩首推出的單曲分別為〈與愛人共舞〉（第1名）和〈曾經擁有〉（第1名）。

### 單曲簡介
〈超感性〉單曲的作者是比利·史坦柏（Billy Steinberg）和湯姆·凱利（Tom Kelly），單曲製作人是納瑞達·麥可·華登（Narada Michael Walden）。比利·史坦柏和湯姆·凱利這對黃金組合寫過不少膾炙人口的流行歌曲，流行天后瑪丹娜首支冠軍曲〈宛如處女〉就是出自他們筆下。納瑞達·麥可·華登雖然是唱片製作的新手，但是他和惠妮·休斯頓已經是二度合作，他擅長幫惠妮·休斯頓打造動感舞曲，第一張專輯的冠軍單曲〈好想知道〉就是由他所製作的。
納瑞達·麥可·華登複製〈好想知道〉成功的模式來打造〈超感性〉，只是〈超感性〉的節奏律動要比〈好想知道〉來的更強烈緊湊，納瑞達·麥可·華登將這首歌打造成搖滾曲風，這是在惠妮·休斯頓之前的作品中從未出現過的大膽嘗試。最終單曲〈超感性〉在惠妮·休斯頓賣力的詮釋之下，一首具狂野爆發力的動感舞曲終於誕生。

### 商業成績
在單曲〈超感性〉推出之前，惠妮·休斯頓在美國《告示牌》百大單曲榜已經締造連續誕生5首冠軍曲的紀錄。〈超感性〉這首單曲於1987年10月31日首週進入單曲榜成績為第47名，不過惠妮·休斯頓的歌曲在榜上爬升的速度向來就緩慢，當然這次也不例外，兩個月之後〈超感性〉終於登上單曲榜榜首位置，僅坐了一週冠軍之後名次開始往下掉，它在單曲榜內停留了19週，也成為惠妮·休斯頓第6首美國冠軍單曲，1988年告示牌年終單曲排名為第6名。除了流行單曲榜，〈超感性〉也摘下舞曲榜榜首位置，此為惠妮·休斯頓第二次獲得該榜的冠軍名次。
〈超感性〉在英國單曲榜獲得第5名的成績。

## 資料來源
1. ↑  .   [2015-03-27]. （原始内容存档于2015-01-20）.
2. ↑  台灣索尼音樂官網惠妮休斯頓音樂資料 的存檔，存档日期2016-03-29.
3. ↑  .   [2015-03-27]. （原始内容存档于2015-07-05）.
4. ↑  .   [2015-03-27]. （原始内容存档于2015-09-16）.
5. ↑  .   [2015-03-27]. （原始内容存档于2015-09-19）.
6. ↑  .   [2015-03-27]. （原始内容存档于2015-09-18）.
7. ↑  .   [2015-03-27]. （原始内容存档于2015-04-02）.